# Donja Trstenica
Donja Trstenica is een plaats in de gemeente Glina in de Kroatische provincie Sisak-Moslavina. De plaats telt 3 inwoners (2001).